# Włodzimierz Perzyński
Włodzimierz Perzyński (6. července 1877 Opoczno, Ruská říše – 21. října 1930 Varšava) byl polský dramatik, básník, spisovatel a novinář období Mladého Polska.

## Životopis
Narodil se v rodině Henryka Perzyňského (1841–1898) a Leokadie rozené Bogatkové (1843–1912). Měl dva bratry: Bronislawa (1880–1940) a Mieczyslawa (1883–1897).
Włodzimierz Perzyński navštěvoval střední školu ve Varšavě a poté studoval v Petrohradě. Díky pobytu v Rusku se seznámil s ruskou literaturou a uměleckými myšlenkami (mj. Konstantina Stanislavského a Vladimira Němiroviče-Dačenka). V roce 1896 začal pracovat pro časopis "Dziennik dla Wszystkich i Anonsowy", jehož redaktorem byl jeho otec. O rok později nastoupil na polonistiku na Jagellonské univerzitě v Krakově. V té době navázal četná přátelství s umělci, mj. s Adamem Grzymałou, Władysławem Orkanem, Adolfem Nowaczyńským a Antoniem Procajłowiczem. Mezi jeho přátele patřil také pozdější diplomat Alfred Wysocki. V roce 1899 se ze zdravotních důvodů vydal na cestu do Itálie, Francie a Egypta. Během svých cest studoval jazyky. Do Krakova se vrátil v roce 1901 a nastoupil jako publicista a sloupkař v "Głosu Narodu". Stýkal se s uměleckým prostředím tehdejšího města; k němuž patřili: Stanisław Przybyszewski, Tadeusz Boy-Żeleński, Teofil Trzciński a Jan August Kisielewski. Debutoval v roce 1902 sbírkou Poezje, která byla jeho jediným básnickým dílem. Od roku 1905 pracoval pro Tygodnik Ilustrowany. V roce 1907 odjel na několik let do zahraničí – do Paříže, poté do Švýcarska a Itálie. V roce 1913 se opět usadil ve Varšavě a obnovil spolupráci s "Tygodnikem Ilustrowanym". Byl činný jako člen redakční rady deníku "Rzeczpospolita". Spolupracoval s divadly, jako byly Teatr Polski a Teatr Komedia, a byl literárním manažerem skupiny divadel hlavního města. Byl členem Spolku polských spisovatelů a novinářů, od roku 1919 tajemníkem Sdružení spisovatelů Bílého orla. Během polsko-ruské války spolupracoval v Oddělení propagandy Dobrovolnické armády, které vedl podplukovník Marian Dienstl-Dąbrowa.
Ke konci života postupně ztrácel sluch. Zemřel v roce 1930 na záškrt a byl pohřben na hřbitově Powązki ve Varšavě (hřbitovní oddělení 205-III-3).

### Tvorba
Jeho divadelní debut byl doprovázen finančními potížemi. Na popud Stanisława Ostrowského napsal svou první komedii Lekkomyślna siostra, kterou přijal Tadeusz Pawlikowski, ředitel lvovského městského divadla. Byla uvedena v roce 1904 a hráli v ní mimo jiné Konstancja Bednarzewska, Irena Solska, Ferdynand Feldman a Karol Adwentowicz. Hra měla úspěch. K dalším Perzyńského divadelním dílům patřily Aszantka, Majowe słońce, Szczęście Frania, Idealiści, Dzieje Józefa, Strach na wróble, Polityka, Uśmiech losu, Lekarze miłości a Dziękuję za służbę. Jako prozaik a novelista debutoval během svého zahraničního pobytu v letech 1907–1913, kdy napsal mimo jiné romány Pamiętnik wisielca, Wiosna, Łut szczęścia, Złoty interes, Raz w życiu. Byl činný jako překladatel, např. překládal Luigi Chiarelliho, Sardoua, de Flerse, Francise de Croisseta, Édouarda Bourdeta a Acharda.

### Témata jeho děl
Perzyńského dramata stigmatizovala a zesměšňovala pokryteckou dvojí měšťáckou morálku, proto býval Perzyński přirovnáván ke Gabriele Zapolské. Jeho nejznámějším dramatem byla Lekkomyślna siostra, v němž ukazoval, jak naděje na hmotný zisk nutí postavy popírat vlastní oficiálně proklamované zásady. Titulní "Lekkomyślna siostra" byla střídavě všemi odsuzována za svůj nemorální život, nebo všemi uctívána – podle toho, jakých výhod bylo možné jejím prostřednictvím dosáhnout (vidina bohatého dědictví). To vše vedlo k veselým situacím. Bylo to dílo, které je i přes odstup času stále aktuální, poskytuje zábavu a umožňuje zamyšlení nad dvojí lidskou morálkou. Stále se hraje na mnoha jevištích.
Další Perzyńského komedií byla hra o třech dějstvích Aszantka, která se odehrávala ve Varšavě. V křivém zrcadle ukazovala osudy zlatého mladíka z dobrého zemanského rodu, lehkomyslného pána, který v závěrečné části díla klesl na úroveň pasáka, kuplíře, hlídače a morálního bankrotáře, a druhé hlavní hrdinky, prosté a primitivní dívky, která se vyšplhala na vrchol svérázně pojaté "kariéry", aby se vzápětí proměnila v rafinovanou koketu. Katastrofa milence a pochybný postup partnerky byly výsledkem dvou bezohledných, dravých egoismů a naprostého vymizení morální citlivosti.
Szczęście Frania byla komedie o naivitě dobrosrdečného hrdiny, kterého nikdo nebral vážně, dokud se mu nepodařilo zabránit rodinnému skandálu. Díky tomu se titulní hrdina oženil se ženou, která pro něj byla donedávna nedosažitelná. "Szczęście Frania" bylo inscenováno v roce 1909 se Stefanem Jaraczem v hlavní roli.

### Názory na autora
Perzyńského díla, zesměšňující tehdejší společnost, byla kontroverzní. Byla považována za zábavnou literaturu a často se stávala terčem posměchu v satirických článcích „Cyrulika Warszawskiego”. Byla však také dobře přijímána – byla překládána do jiných jazyků a sám autor byl přirovnáván k Abelu Hermantovi, Robertu de Flersovi a Henri Lavedanovi.

### Připomenutí
24. listopadu 1961 byla po Włodzimierzu Perzyńském pojmenována ulice ve Varšavě, ve čtvrti Bielany.
V roce 1980, u příležitosti 50. výročí spisovatelova úmrtí, byl v Opocznu odhalen pomník Włodzimierza Perzyńského. Stalo se tak současně s pojmenováním ulice jeho jménem.

## Dílo

### Komedie
- Lekkomyślna siostra (1904)
- Majowe słońce (1907)
- Aszantka (1906)
- Idealiści (1909)
- Szczęście Frania (1909)
- Dzieje Józefa (1913)
- Strach na wróble (1916)
- Polityka (1919)
- Uśmiech losu (1926)
- Lekarz miłości (1928)
- Dziękuję za służbę (1928)
- Rozum i głupstwo (1929)

### Sbírky novel a povídek
- To, co nie przemija (1906)
- Pamiętnik wisielca (1907)
- Nowele (1909)
- Miłość, sztuka i pieniądze (1911)
- Pani Czajkowska (1912)
- Młodzieniec o krótkim nazwisku (1914)
- Nocna zabawa (1914)
- Opowieści niezwykłe (1917, dla dzieci)
- Bomba. 12 humoresek (1919)
- Cudowne dziecko (1921)
- Znamię (1927)

### Romány
- Sławny człowiek (1907)
- Michalik z PPS (1910)
- Wiosna (1911)
- Łut szczęścia (1913)
- Złoty interes (1915)
- Na stanowisku (1916)
- Wróg wojny (1916)
- Uczniaki (1918)
- Tryumfator (1919)
- Uczniaki (1919)
- Panna ze snu (1927)
- Raz w życiu (1925)
- Nie było nas, był las (1926)
- Dwoje ludzi (1928)
- Mechanizm życia (1929)
- Klejnoty (1930)

### Sbírky sloupků
- Do Sgóry nogami (1914)
- Idylle wojenne i pokojowe troski (1915)
- Świat po wojnie (1917)
- Wielka Warszawa (1917)
- Kłopoty ministrów (1921)
- Z legend współczesnej Polski (1922)
- Pralnia sumienia (1930)

### Filmové adaptace
- 1913 – ekranizacja Aszantki w reżyserii Kazimierza Kamińskiego z Marią Dulębą w roli tytułowej
- 1927 – ekranizacja Uśmiechu losu w reżyserii Ryszarda Ordyńskiego z Jadwigą Smosarską, Kazimierzem Junoszą-Stępowskim i Józefem Węgrzynem

### V češtině
- Lehkomyslná sestra: komedie o 4 jednáních – přeložil Adolf Černý. Praha: František Šimáček, 1906
- Slavný člověk: román – př. Bořivoj Prusík. Praha: Edvard Beaufort, 1912[1]
- První květen – úvod František Sekanina; ze sbírky Nowelle př. Jakub Rydvan; in: 1000 nejkrásnějších novel... č. 55. Praha: J. R. Vilímek, 1913
- Jednou v životě: román z varšavského života – př. Emerich Čech. Praha: Českomoravské podniky tiskařské a vydavatelské, 1928
- Dvojí lidé: román – př. Václav Kredba. Praha: Vladimír Orel, 1932
- Ašantka: komedie o 3 dějstvích – př. Erich Sojka. Praha: Československé divadelní a literární jednatelství (ČDLJ), 1957
- Fraňo má štěstí: komedie o třech dějstvích – př. Klementina Rektorisová. Praha: ČDLJ, 1957
- Lehkomyslná sestra: veselohra o 4 dějstvích – př. Jarmil Pelikán. Praha: ČDLJ, 1957
- Lehkomyslná sestra: komedie o 4 dějstvích – př. Mojmíra Janišová. Praha: Dilia, 1975